# Köpenhamnsvägen

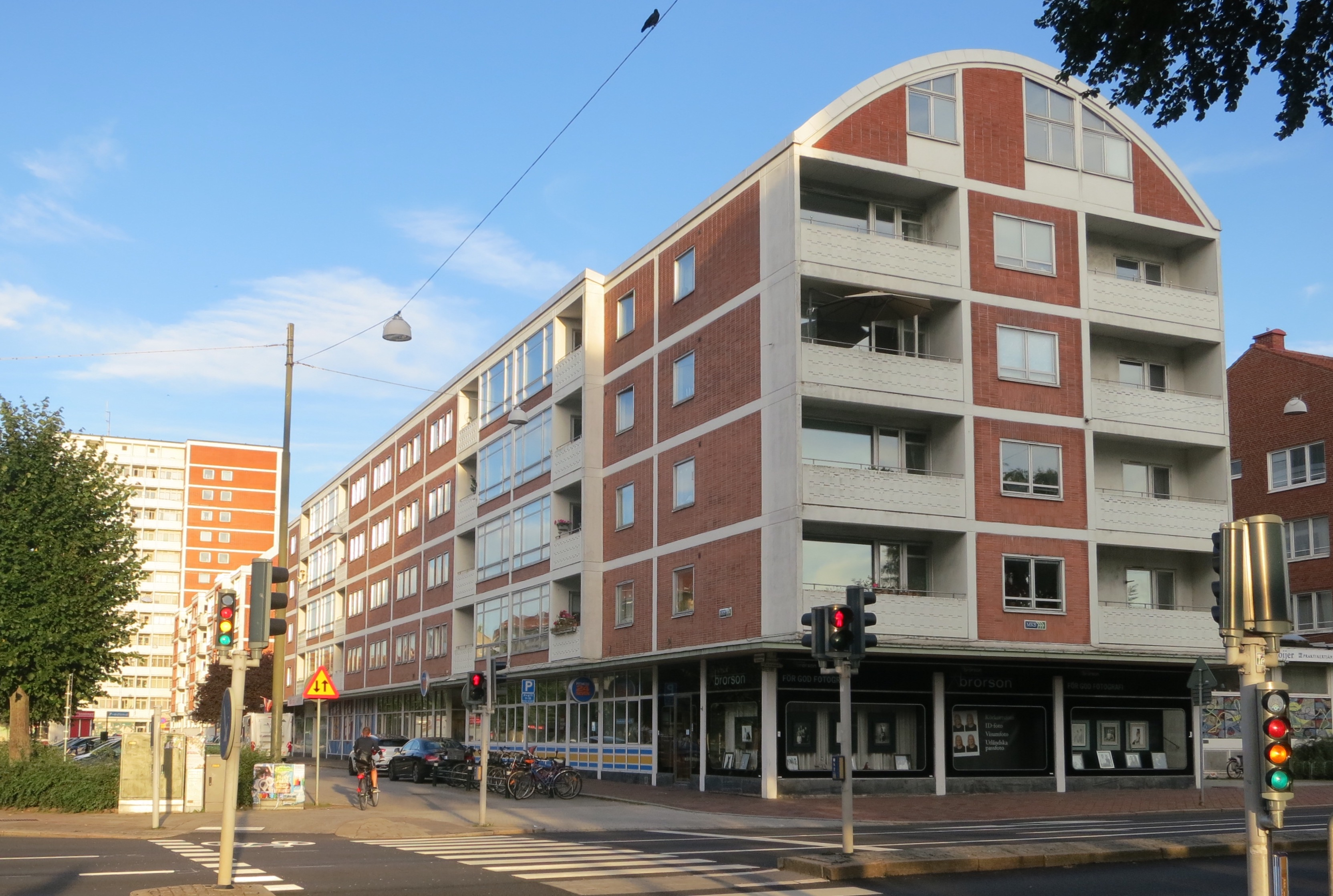
Bostadshus vid Köpenhamnvägen ritat av Fritz Jaenecke 1950. På översta våningen hade Jaenecke kontor tillsammans med Sten Samuelson.

Köpenhamnsvägen är en huvudgata i Malmö som sträcker sig genom stadsdelen Västra innerstaden från Kronborg till Ribersborgsstranden. 
Gatan namngavs 1945 medan den västligaste delen (mellan Vikingagatan och Limhamnsvägen) funnits sedan 1927 under namnet Lilla Strandvägen, vilket således samtidigt utgick. Sträckan öster om Erikslust bebyggdes under 1950-talet med flerfamiljshus. Norr om vägen ligger delområdena Rönneholm, med Rönneholmsparken, och Fridhem. På den södra sidan finns Dammfri och Västervång.